# Mãn Không

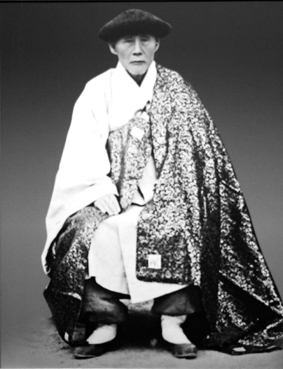
Thiền sư Mãn Không, năm 1940

Mãn Không (ko. 만공 Mangong; 1871-1946), hiệu là Nguyệt Diện, là Thiền sư Tào Khê tông Hàn Quốc cận đại, nhà hoạt động độc lập, học giả, thi sĩ, nhà văn và nhà triết học trong giai đoạn Nhật Bản chiếm đóng Triều Tiên. Thiền sư Mãn Không quê ở Jeongeup, tỉnh Jeonbuk và xuất gia vào năm 14 tuổi. Ngoại trừ ba năm giáo hóa tại chùa Mahayeon ở núi Keumkhang và làm trụ trì tại chùa Ma Cốc (ko. Magoksa) trong một thời gian ngắn, sư dành phần lớn cuộc đời mình truyền bá và hướng dẫn thực hành Thiền tông tại núi Deoksung ở Yesan, tỉnh Chungnam. Cùng với thầy của mình - Thiền sư Cảnh Hư (ko. Kyongho), sư đã nỗ lực khôi phục lại truyền thống Thiền tông của Phật giáo Hàn Quốc.
Đệ tử nối pháp của sư có nhiều vị Thiền sư nổi danh như Hiểu Phong Học Nột, Điền Cương Vĩnh Tín, Cổ Phong Cảnh Dục.

## Hình ảnh

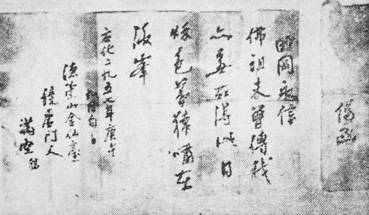
Di bút của Thiền sư Mãn Không, lá thư năm 1930.
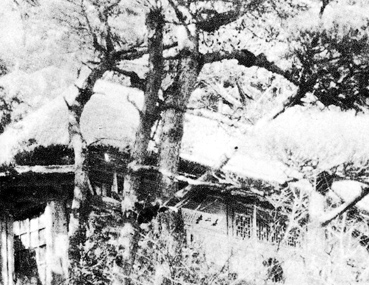
Ngôi thất của Thiền sư Mãn Không, năm 1941.
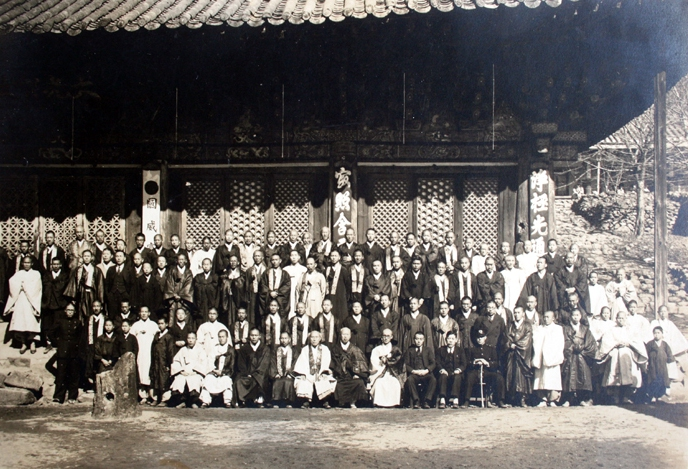
Tăng sĩ Ma Cốc tự, năm 1930.